# 大阪府の資格者配置路線
大阪府の資格者配置路線（おおさかふのしかくしゃはいちろせん）とは、交通誘導警備業務に関し、道路又は交通の状況により、大阪府公安委員会が道路における危険を防止するため必要と認める路線である。当該路線で交通誘導警備業務を実施するにあたっては、交通誘導警備業務を実施する場所ごとに、交通誘導警備業務1級検定又は2級検定の合格証明書の交付を受けた警備員を1名以上配置しなければならない。

## 告示・施行
- 2007年8月1日：告示　大阪府公安委員会告示第109号
- 2008年2月1日：施行
- 2015年11月2日：告示　大阪府公安委員会告示第123号
- 2016年6月1日：改正

## 路線一覧
|    | 路線名                     | 区間                                                           |
| -- | -------------------------- | -------------------------------------------------------------- |
| 1  | 国道1号                    | 大阪府の区域内                                                 |
| 2  | 国道2号                    | 大阪府の区域内                                                 |
| 3  | 国道25号                   | 大阪府の区域内（御堂筋）                                       |
| 4  | 国道26号                   | 大阪府の区域内                                                 |
| 5  | 国道43号                   | 大阪府の区域内                                                 |
| 6  | 国道163号                  | 大阪府の区域内                                                 |
| 7  | 国道170号                  | 全域                                                           |
| 8  | 国道171号                  | 大阪府の区域内                                                 |
| 9  | 国道172号                  | 全域                                                           |
| 10 | 国道176号                  | 大阪府の区域内                                                 |
| 11 | 国道308号                  | 大阪市中央区南船場三丁目12番先から東大阪市東豊浦町4番6号先まで |
| 12 | 国道309号                  | 大阪府の区域内                                                 |
| 13 | 国道423号                  | 大阪府の区域内（新御堂筋）                                     |
| 14 | 国道479号                  | 全域（内環状線）                                               |
| 15 | 主要地方道大阪中央環状線   | 全域                                                           |
| 16 | 主要地方道大阪生駒線       | 大阪府の区域内                                                 |
| 17 | 主要地方道大阪池田線       | 全域                                                           |
| 18 | 主要地方道堺大和高田線     | 大阪府の区域内                                                 |
| 19 | 主要地方道大阪高槻線       | 全域                                                           |
| 20 | 主要地方道枚方交野寝屋川線 | 全域                                                           |
| 21 | 主要地方道茨木寝屋川線     | 全域                                                           |
| 22 | 主要地方道大阪臨海線       | 全域（新なにわ筋）                                             |
| 23 | 主要地方道大阪和泉泉南線   | 全域（谷町線）                                                 |
| 24 | 主要地方道堺狭山線         | 全域                                                           |
| 25 | 主要地方道大阪伊丹線       | 大阪府の区域内（なにわ筋）                                     |
| 26 | 主要地方道赤川天王寺線     | 全域（上町筋）                                                 |
| 27 | 主要地方道大阪環状線       | 全域（今里筋）                                                 |
| 28 | 主要地方道築港深江線       | 全域（中央大通り）                                             |
| 29 | 主要地方道天神橋天王寺線   | 全域（松屋町筋）                                               |
| 30 | 主要地方道難波境川線       | 全域（千日前）                                                 |
| 31 | 主要地方道南北線           | 全域（四つ橋筋）                                               |
| 32 | 主要地方道福島桜島線       | 全域（北港通り）                                               |
| 33 | 府道恵美須南森町線         | 全域（堺筋）                                                   |
| 34 | 府道高槻茨木線             | 全域                                                           |
| 35 | 府道守口門真線             | 全域                                                           |
| 36 | 市道池田秦線               | 全域                                                           |
| 37 | 市道今宮平野線             | 全域                                                           |
| 38 | 市道片町野江森小路線       | 全域                                                           |
| 39 | 市道木津川平野線           | 全域（松虫通り）                                               |
| 40 | 市道堂島十三線             | 全域（あみだ池筋）                                             |
| 41 | 市道中之島桜川線           | 全域（あみだ池筋）                                             |